# Su otro amor
Making love (conocida en castellano como Su otro amor) es una película dramática estadounidense de 1982 dirigida por Arthur Hiller e interpretada por Michael Ontkean, Kate Jackson y Harry Hamlin, que gira en torno a un triángulo amoroso que envuelve a un hombre, su esposa y el amante de aquel. En España fue estrenada en los cines el día 2 de septiembre del 1982.

## Tema
Un médico casado descubre que se siente atraído por un escritor homosexual.

## Argumento
Zack es un afamado médico de la ciudad de Los Ángeles quien está casado desde hace 8 años con Claire, una exitosa productora de televisión. Todo se complica cuando aparece Bart, un novelista homosexual por el que Zack descubre que siente atracción. En un principio Claire no sospecha nada, hasta que comienza a percatarse de que su marido pasa cada vez menos tiempo con ella, por lo que piensa que Zack la está engañando con otra mujer...

## Curiosidades
Goldie Hawn rechazó el papel de Claire por temor a que, por el tono dramático del personaje, truncase su trayectoria como actriz cómica.
Harrison Ford, Michael Douglas y Richard Gere también rechazaron los papeles protagónicos masculinos, ya que tenían sus reservas acerca de la temática de la película.
El guionista de esta cinta, Barry Sandler, ha declarado que gran parte de la película era autobiográfica, aunque nunca ha querido discutir públicamente sobre el tema ni tampoco dar mayores detalles al respecto.